# Segonzac (Charente)
Segonzac ist eine südwestfranzösische Gemeinde mit 2093 Einwohnern (Stand 1. Januar 2022) im Département Charente in der Region Nouvelle-Aquitaine. Segonzac wurde 2010 als erste französische Gemeinde von der europäischen Bewegung Cittàslow aufgenommen.

## Lage
Segonzac liegt auf einer Höhe von etwa 55 Metern ü. d. M. etwa 10 Kilometer südlich des Flusses Charente. Der Hauptort des Kantons, Cognac, ist nur 14 Kilometer in nordwestlicher Richtung entfernt. Die sehenswerten Orte Gensac-la-Pallue und Saint-Brice liegen 5,5 bzw. 17 Kilometer nordwestlich.

## Bevölkerungsentwicklung
| Jahr      | 1968 | 1975 | 1982 | 1990 | 1999 | 2007 | 2016 |
| Einwohner | 2182 | 2230 | 2212 | 2176 | 2296 | 2166 | 2105 |

Bei der ersten Volkszählung in Frankreich im Jahr 1793 hatte der Ort 2550 Einwohner; infolge der Reblauskrise ging die Bevölkerungszahl Ende des 19. und zu Beginn des 20. Jahrhunderts auf etwa 2000 zurück.

## Wirtschaft
Bereits im Mittelalter diente der Ort als Handels- und Handwerkszentrum für die landwirtschaftlich geprägten Orte der Umgebung; neben Getreide wurde hier schon seit römischer bzw. gallorömischer Zeit Wein angebaut, jedoch in erster Linie für die Selbstversorgung. Heute bildet der Ort das Zentrum der Grande Champagne, eines Weinbaugebiets innerhalb der Weinbauregion Cognac. Außerhalb des Ortes befindet sich ein Gewerbegebiet; im Ort selbst dominieren Kleinhandwerk (Bäcker, Metzger usw.) und Kleinhandel (Textilien, Haushaltswaren usw.).

## Geschichte
Segonzac war schon im Mittelalter, vielleicht auch schon in gallorömischer Zeit, besiedelt. Während der religiös motivierten Auseinandersetzungen zwischen Katholiken und Protestanten im 16. Jahrhundert wurde die Kirche des Ortes stark in Mitleidenschaft gezogen.

## Sehenswürdigkeiten

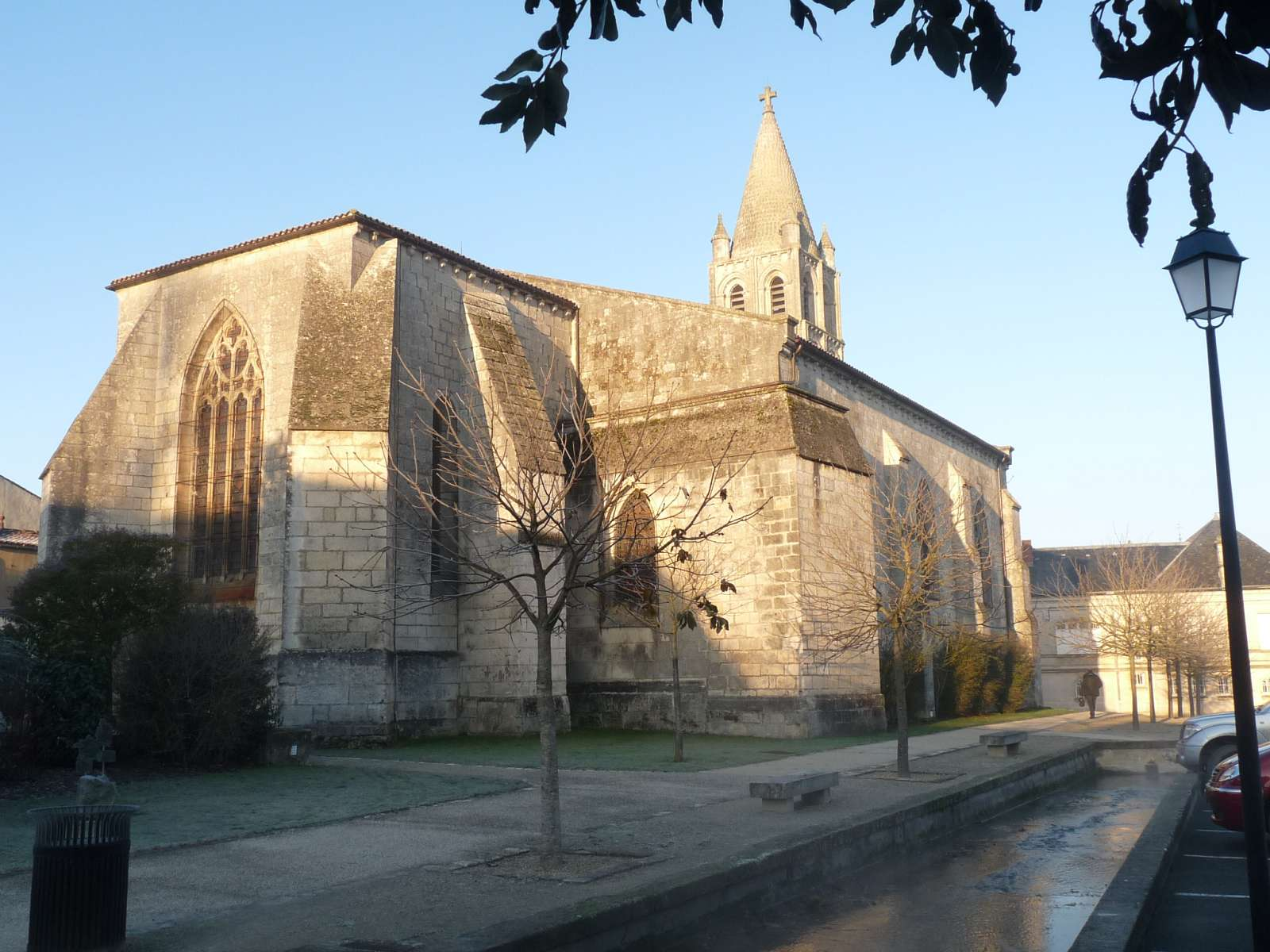
Kirche Sainte-Madeleine

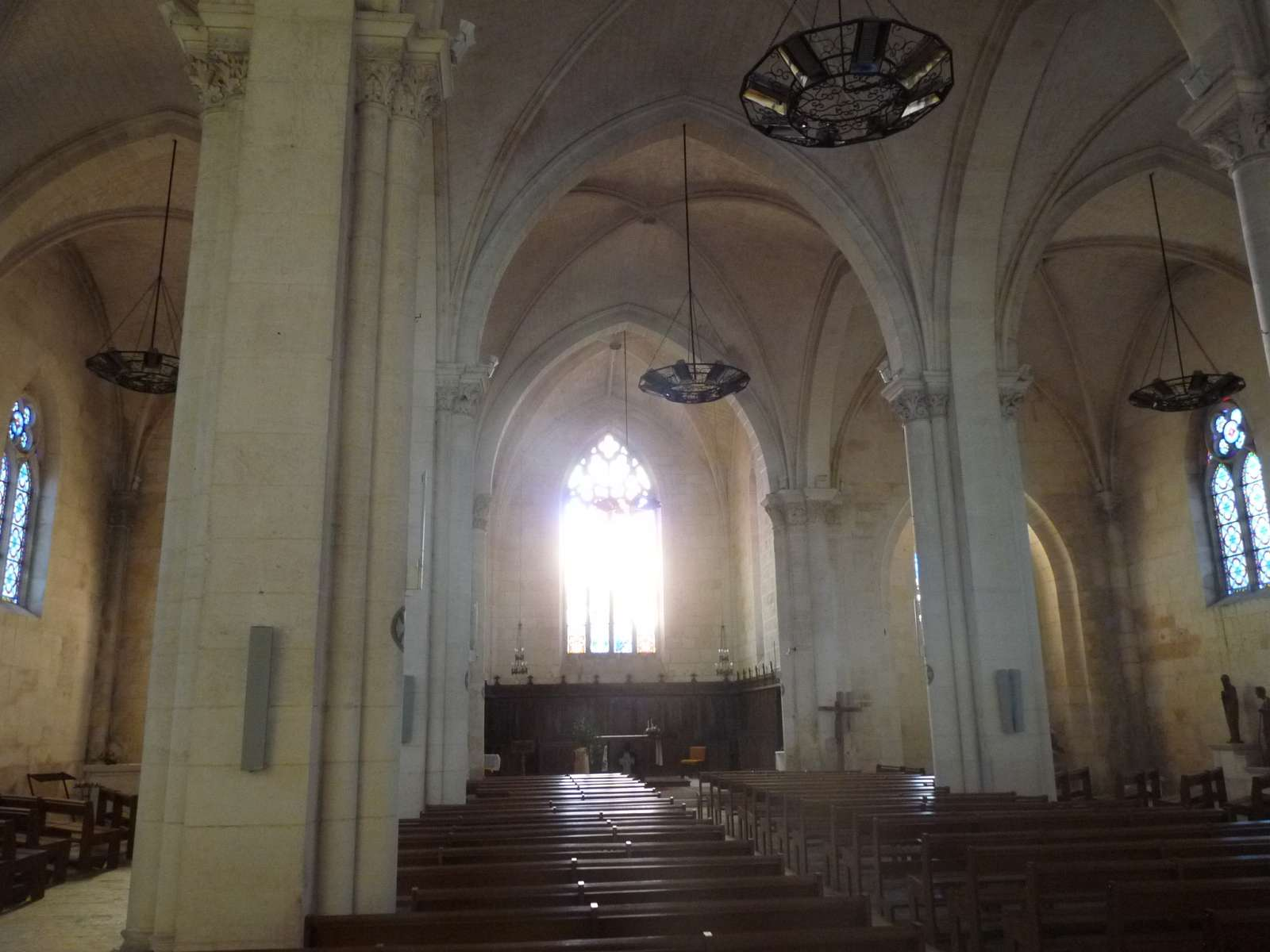
Kircheninneres

- An der spätromanischen bzw. frühgotischen Pfarrkirche Sainte-Madeleine wurde ab dem 13. bis hinein ins 15. Jahrhundert gebaut. Nach schweren Zerstörungen während der Hugenottenkriege (1562–1598; Westfassade und Turm blieben unbeschädigt) wurde die Chorpartie umgestaltet und das Langhaus völlig neu gebaut, ehe die Kirche wieder kultischen Zwecken zugeführt wurde. Der Turm hat einen quadratischen Querschnitt und in seinem oberen Teil zwei Geschosse; ein kegelförmiger steinerner Spitzhelm mit einem Schuppen- oder Schindeldekor schließt ihn nach oben ab. Die Portalzone der Westfassade ist einem römischen Triumphbogen nachempfunden, ansonsten jedoch völlig schmucklos. Die Joche des dreischiffigen Kircheninneren sind von spätgotischen Rippengewölben im Anjou-Stil überspannt, die durch deutlich tiefere Gurtbögen voneinander abgegrenzt sind. Die Kirche beeindruckt durch ihre Weiträumigkeit, die durch die vergleichsweise großen Maßwerkfenster noch unterstrichen wird. Der Kirchenbau wurde Anfang des 20. Jahrhunderts grundlegend überarbeitet und 1972 als Monument historique[1] anerkannt.
- Das Château de Puyval befindet sich etwa zwei Kilometer westlich von Segonzac. Der kleine dreiflügelige Bau mit einem schönen Gartenparterre und einer hufeisenförmig geschwungenen Treppe stammt ursprünglich aus dem 15. und 16. Jahrhundert; er wurde jedoch um die Mitte des 18. Jahrhunderts, also kurz vor der Französischen Revolution, noch einmal umgestaltet. Das Schloss befindet sich in Privatbesitz und ist nicht zu besichtigen; gleichwohl wurde es 1978 als Monument historique[2] eingetragen.
- Der Landsitz der Familie Philibert (Maison Philibert) im Ortsteil Les Courades stammt wahrscheinlich aus dem 15. und 17. Jahrhundert, er wurde 1986 in die Liste der Monuments historiques[3] aufgenommen.
- Im Ort selbst stehen noch zwei historisch interessante Bauten aus dem 19. Jahrhundert: die protestantische Kirche (temple) und ein Waschhaus (lavoir) mit einer Quelle.

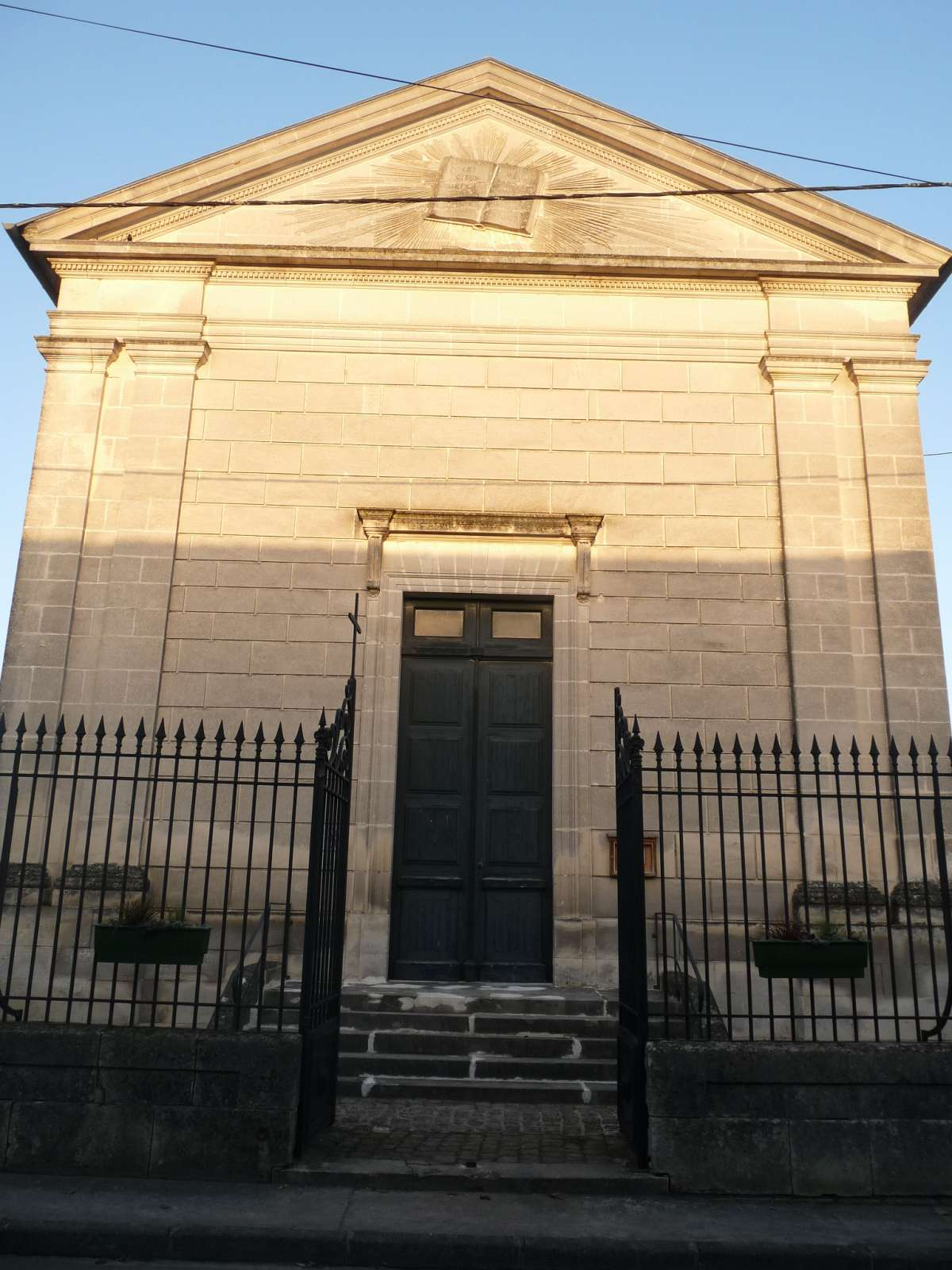
Segonzac (temple) = protestantische Kirche
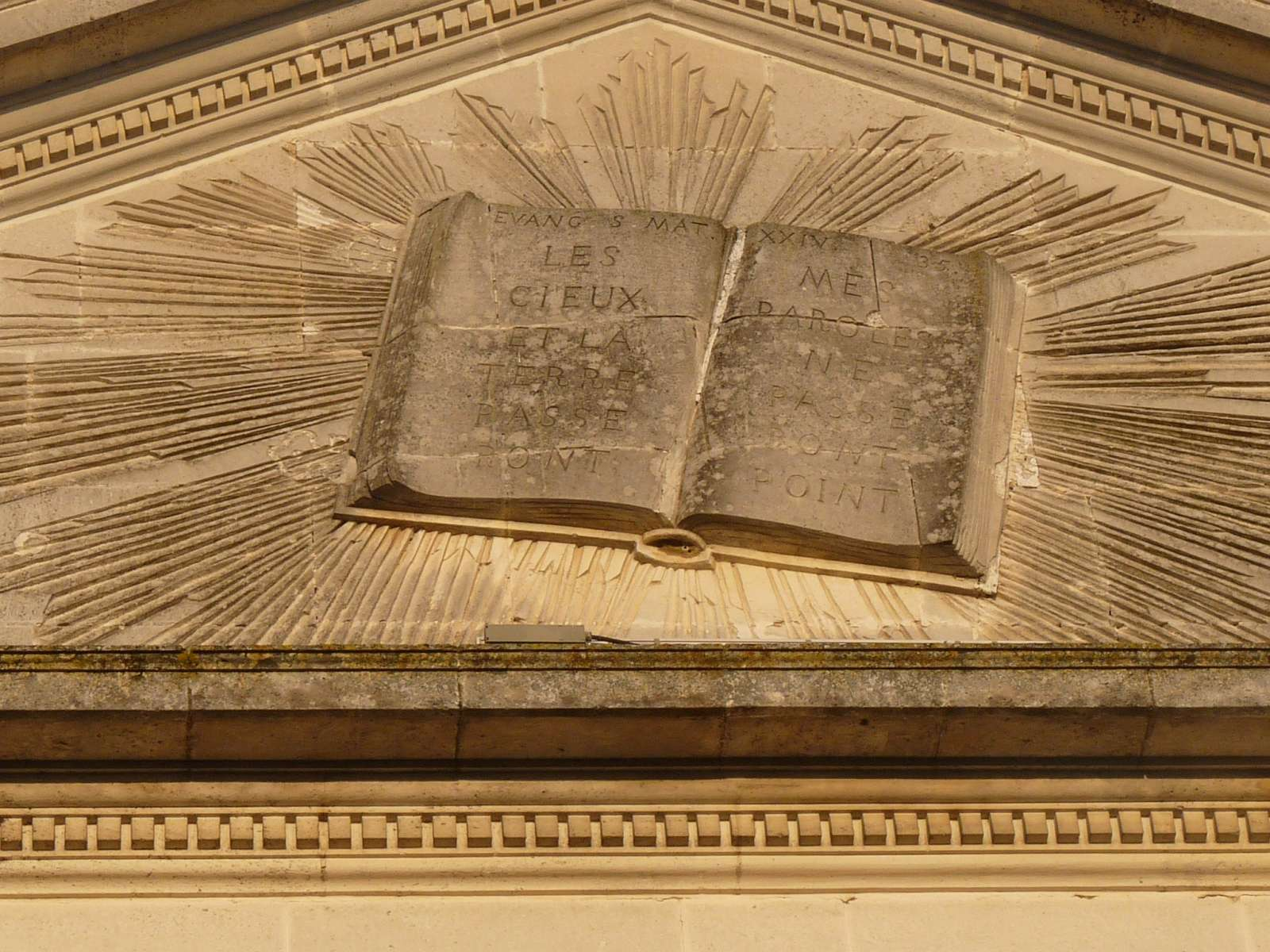
Giebel der protestantischen Kirche
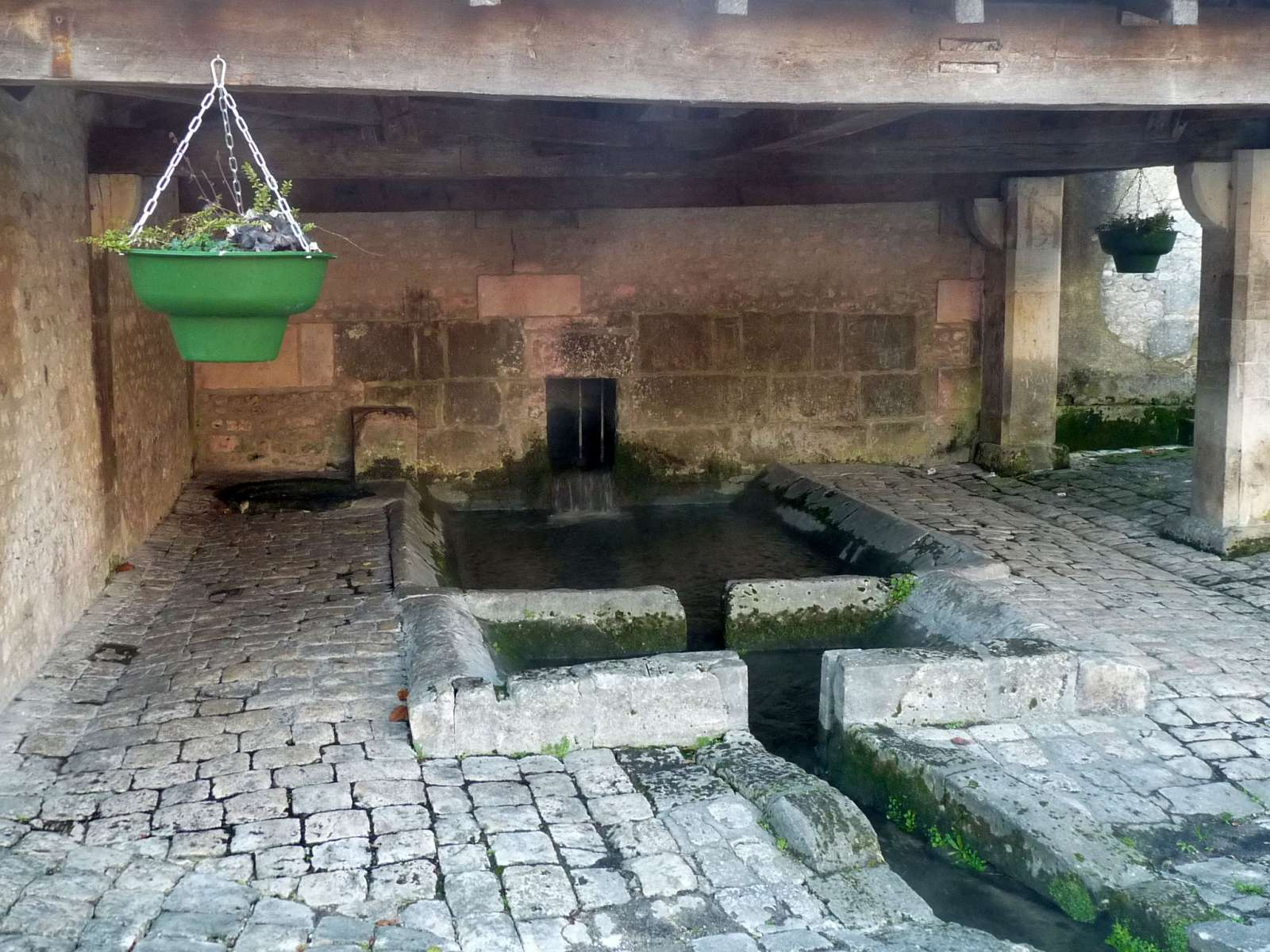
Waschhaus (lavoir)
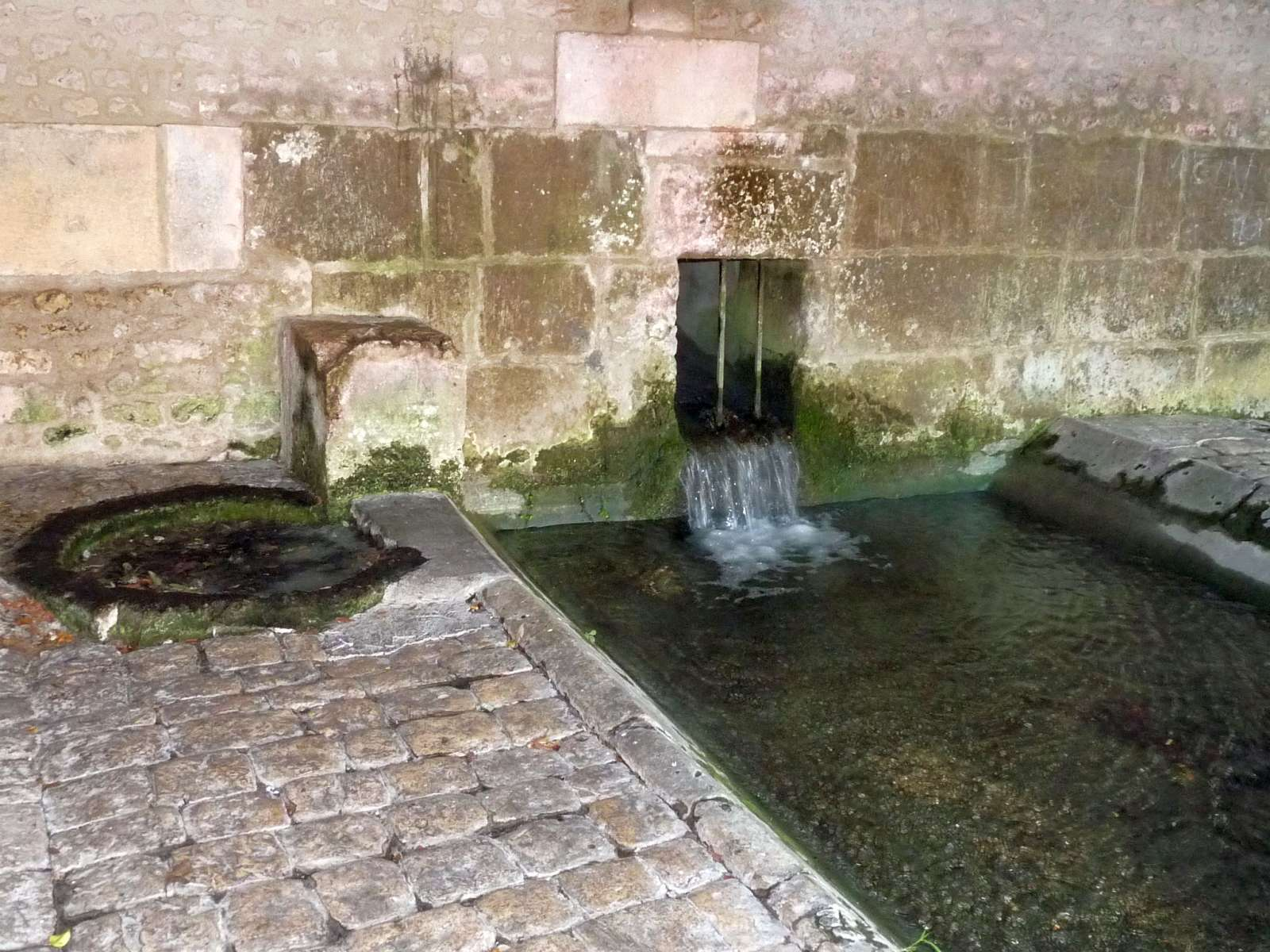
Quelle

## Partnergemeinden
- Segonzano (Italien)
- Kanzach (Deutschland)